# Alleanza Civica di Serbia
L'Alleanza Civica di Serbia (in serbo: Građanski Savez Srbije - GSS) è stato un partito politico di ispirazione liberaldemocratica attivo in Serbia dal 1992 al 2007, quando è confluito nel Partito Liberal-Democratico.

## Storia

### Nascita
Il partito si presenta come il prosecutore ideale dell'Unione delle Forze Riformiste di Jugoslavia e raccoglie al suo interno le istanze dell'Associazione per l'Iniziativa Democratica Jugoslava. Il nuovo soggetto politico mostra un chiaro orientamento civico, pacifista ed internazionalista; in particolare, il leader Vesna Pesic si fa portavoce del non-intervento serbo nella guerra serbo-bosniaca. Il partito raccoglie così un elevato numero di eminenti personaggi pubblici, professori universitari, scienziati, artisti: tra i membri del partito, molti sono fondatori e attivisti di molte organizzazioni non governative di primo piano (Centro di Azione contro la guerra, Circolo di Belgrado, Belgrado Centro per i diritti umani).
In vista delle elezioni parlamentari del 1992, all'interno del partito si presentano il Partito Popolare dei Contadini e la Lega dei Socialdemocratici di Voivodina. Il GSS, nonostante il tentativo di unire le forze dell'opposizione, non entra tuttavia in Parlamento.

### Nel DEPOS
In occasione delle elezioni parlamentari del 1993, il partito decide di prendere parte alla coalizione costituita dal Movimento Democratico di Serbia, che raccoglie anche Movimento del Rinnovamento Serbo e Partito Democratico di Serbia. Tuttavia, il Depos non si discosterà in modo significativo dai consensi ottenuti nella precedente tornata.
A causa della mancanza delle condizioni per elezioni libere ed eque, l'Alleanza Civica, insieme ad altri partiti democratici e di opposizione, boicottano le elezioni parlamentari del 1997, dedicandosi al rafforzamento del partito e ad ampliare il partito e le sue conseguenze.

### Nella DOS
Alle elezioni parlamentari del 2000, GSS prese parte alla coalizione Opposizione Democratica di Serbia (DOS) contraria ai governi di Slobodan Milošević. Il DOS vinse le elezioni con il 64,1% dei voti, eleggendo 176 seggi su 250. Ben presto la coalizione implose a causa dei distinguo tra gli esponenti moderati del Partito Democratico di Serbia (DSS) ed i socialdemocratici del Partito Democratico (DS).

### Scioglimento
Il GSS decise di rimanere alleato con il DS, presentando propri candidati nelle liste dei "democratici". Alle elezioni parlamentari in Serbia del 2003 il DS ottenne il 12,3% dei voti ed elesse 37 seggi, di cui 2 andarono a GSS. Poco dopo la consultazione elettorale, tuttavia, il GSS si divise in due correnti: l'una, favorevole alla fusione con il DS; l'altra, favorevole al mantenimento di una struttura autonoma. La componente "autonomista", guidata dalla Micic, prevalese al congresso del dicembre 2004. Il GSS intendeva così rimarcare la propria differenza rispetto al DS, tanto più dopo aver ottenuto l'ingresso nell'ELDR, mentre i "democratici" avevano scelto il Partito Socialista Europeo.
Alle elezioni parlamentari del 2007, i "civici" si presentano in una lista unitaria con Unione Socialdemocratica, Lega dei Socialdemocratici di Voivodina e Partito Liberal-Democratico (nato da una scissione all'interno del DS). La lista unitaria si pone come la componente più europeista e favorevole all'indipendenza del Kosovo. La lista unitaria supera lo sbarramento del 5% ed elegge 15 seggi.
Nel stesso 2007, l'Alleanza Civica confluisce nel Partito Liberal-Democratico.
| Controllo di autorità | VIAF (EN) 9888156012424449700004 |